# Синхронізатор витрат

Умовне позначення дроселювальних синхронізаторів витрат:
a) роздільник потоку; б) поєднувач потоків

Синхроніза́тор витра́т — гідроапарат керування витратою, призначений для підтримування заданого співвідношення витрат робочої рідини у двох чи декількох паралельних потоках.

## Класифікації синхронізаторів витрат

### За призначенням
Синхронізатор витрат за призначенням може використовуватись як:
- Роздільник потоку — синхронізатор витрат, призначений для розділення одного потоку робочої рідини на два чи більше потоків[1] не залежно від величини протитиску в них.
- Поєднувач потоків — синхронізатор витрат, призначений для з'єднання двох та більше потоків робочої рідини в один потік[1].

### За принципом роботи
За принципом роботи синхронізатори витрат поділяються на:
- Дроселювальні синхронізатори витрат — синхронізатори витрат, які діють на основі дроселювання потоків[1].
- Об’ємні синхронізатори витрат — синхронізатори витрат, які діють на основі дозування потоків[1].

## Конструктивні виконання

Роздільник потоків дросельного виконання

Роздільник потоків об'ємного типу

### Роздільник (суматор) потоків дросельного виконання
Роздільники потоку застосовують в гідроприводах машин, у яких потрібно забезпечити синхронізацію руху вихідних ланок гідродвигунів, що працюють паралельно і долають неоднакове навантаження.
Роздільник потоку складається з двох нерегульованих дроселів 1 і двох дроселів 2, прохідні перетини яких можуть автоматично змінюватися завдяки переміщенню плунжера 3. При однаковому значенні тисків p1 і p2, перепад тисків Δp = p3 - p4 = 0, плунжер 3 роздільники займає середнє положення, а витрати в обох лініях однакові (Q1 = Q2).
Якщо навантаження на одному з виходів зміниться, то під дією виниклого перепаду тисків на плунжері роздільника Δp = p3 - p4 він почне зміщуватися з середнього положення, змінюючи одночасно прохідні перетини дроселів 2. Переміщення припиниться, коли тиски p3 і p4 вирівняються. У цьому положенні плунжера витрати в обох гілках будуть однаковими. Таким чином, підтримка рівності витрат в обох гілках здійснюється шляхом дроселювання потоку в тій гілці, де навантаження є меншим.
Роздільник потоку може також бути й поєднувачем (суматором) потоків. У цьому випадку в підведених до нього двох трубопроводах підтримується стала витрата робочої рідини.

### Роздільник потоків об'ємного виконання
Роздільник потоків, що працює за об'ємним принципом пропускання рідини за будовою і принципом роботи подібний до шестеренної гідромашини. Три зубчасті колеса 1, що знаходяться у послідовному зачепленні розміщені у герметичному корпусі 2. Рідина, що подається на вхід роздільника перерозподіляється у зону двох пар зачеплення. Під дією тиску рідини шестерні обертаються, переносячи рідину на два виходи. Оскільки колеса обертаються синхронно, то і продуктивність перенесення рідини буде однаковою, тобто, Q1 = Q2.
Ця ж конструкція може працювати і як поєднувач (суматор) потоків.